# جين كينيدي (ممثلة أسترالية)
جين كينيدي (بالإنجليزية: Jane Kennedy)‏ هي مديرة التصوير ‏ ومنتجة تلفزيونية ومنتجة أفلام وكاتبة سيناريو وممثلة أسترالية، ولدت في 9 يونيو 1964 في Balwyn ‏ في أستراليا.

## وصلات خارجية
- جاين كينيدي على موقع IMDb (الإنجليزية)
- جاين كينيدي على موقع ميوزك برينز (الإنجليزية)
- جاين كينيدي على موقع قاعدة بيانات الفيلم (الإنجليزية)